# Đinh Tiến Dũng (diễn viên hài)
Đinh Tiến Dũng (sinh ngày 5 tháng 10 năm 1981) là một diễn viên, người dẫn chương trình, nhà biên kịch người Việt Nam. Công tác tại tập đoàn FPT, anh trở nên nổi tiếng sau khi tham gia chương trình Thư giãn cuối tuần với vai Giáo sư Cù Trọng Xoay, một nhân vật truyền hình trong chuyên mục "Hỏi xoáy đáp xoay". Bên cạnh đó, anh cũng được biết đến là người tham gia viết kịch bản cho chương trình Gặp nhau cuối năm của Đài Truyền hình Việt Nam.

## Thiếu thời
Đinh Tiến Dũng sinh ngày 5 tháng 10 năm 1981 tại Hà Nam Ninh (nay là tỉnh Ninh Bình) trong một gia đình có hai anh em trai. Bố của anh là một quân nhân đã nghỉ hưu, từng công tác ở Binh chủng Pháo binh, trong khi mẹ anh từng là một cán bộ nhà nước. Mặc dù gia đình không có ai theo nghệ thuật, nhưng từ nhỏ Đinh Tiến Dũng đã yêu thích hội họa và ca hát.
Thời sinh viên, anh theo học tại Trường Đại học Nông nghiệp Hà Nội và từng giữ các chức vụ như Chủ tịch Hội sinh viên khoa Nông học và Chủ tịch Hội sinh viên trường, đồng thời từng là thành viên trong đội tuyển của trường tham dự SV 2000. Anh tốt nghiệp Khóa 44 chuyên ngành Cây trồng của Trường Đại học Nông nghiệp Hà Nội, sau đó chuyển sang làm công tác thanh niên tại Thành đoàn Hà Nội và Trung ương Đoàn.

## Sự nghiệp
Năm 2005, Đinh Tiến Dũng chuyển đến Tập đoàn FPT và bắt đầu làm việc với tư cách là Trưởng phòng Công tác sinh viên của Đại học FPT trong vòng hai năm. Sau đó, anh được giao giữ chức vụ Trưởng ban Văn hóa – Đoàn thể FPT, đảm nhận công tác tổ chức sự kiện nội bộ ở tập đoàn. Trong thời gian này, anh đã tham gia viết kịch bản cho một số chương trình Gặp nhau cuối năm của Đài Truyền hình Việt Nam kể từ năm 2007, và đặc biệt là đảm nhận vai diễn "Giáo sư" Cù Trọng Xoay trong tiểu mục "Hỏi xoáy đáp xoay" của chương trình Thư giãn cuối tuần. Vai diễn này đã giúp cho tên tuổi của anh được biết đến rộng rãi và nhận được nhiều sự yêu mến từ công chúng; bản thân anh cũng thường xuyên được ưu ái gọi bằng cái tên "Cù Trọng Xoay" hay "giáo sư Xoay" thay vì tên thật Đinh Tiến Dũng.
Vào năm 2011, Đinh Tiến Dũng tham gia chương trình Cặp đôi hoàn hảo cùng với ca sĩ Phương Linh và dừng chân ở vị trí thứ tư chung cuộc. Anh đã nhận được sự yêu thích và ủng hộ đông đảo của người hâm mộ nhờ vào sức hút của nhân vật Cù Trọng Xoay. Tháng 2 năm 2012, anh thông báo rút khỏi chương trình Hỏi xoáy đáp xoay mà anh đang đảm nhận biên kịch và diễn xuất để dành thời gian tập trung vào công việc chính ở tập đoàn. Năm 2014, anh rời FPT để đầu quân cho Nhà hát Tuổi trẻ ở vị trí biên kịch, trước khi trở lại cơ quan cũ với vai trò Giám đốc Sáng tạo cho Truyền hình FPT thuộc FPT Telecom sau đó một năm.
Năm 2021, anh được công bố là người dẫn chương trình mới của trò chơi truyền hình Ai là triệu phú, tiếp quản vị trí mà nhà báo Phan Đăng để lại. Tháng 5 năm 2023, Đinh Tiến Dũng chính thức giữ cương vị Giám đốc Sáng tạo của FPT Software sau khi được luân chuyển từ FPT Telecom.

## Đời tư
Năm 2013, Đinh Tiến Dũng kết hôn với Hồng Nga, người từng làm dẫn chương trình ở VTV. Cả hai đã có chung với nhau hai người con, con trai đầu lòng có biệt danh là Pony và con gái có biệt danh Bota.

## Danh sách tác phẩm và chương trình

### Chương trình truyền hình
| Năm  | Chương trình          | Vai trò                             | Kênh | Cùng với                               | Ghi chú                       |
| ---- | --------------------- | ----------------------------------- | ---- | -------------------------------------- | ----------------------------- |
| 2010 | Thư giãn cuối tuần    | Cù Trọng Xoay ("Hỏi xoáy đáp xoay") | VTV3 | Xuân Bắc                               | Tham gia đến năm 2012         |
| 2011 | Trò chơi âm nhạc      | Người chơi                          | VTV3 |                                        | Tham gia 2 lần trong năm 2011 |
| 2011 | Cặp đôi hoàn hảo      | Thí sinh                            | VTV3 | Phương Linh                            | Mùa đầu tiên                  |
| 2011 | Gala SV 2012          | Khách mời                           | VTV3 |                                        |                               |
| 2012 | Nhà sáng chế          | Dẫn chương trình                    | VTV2 |                                        | Mùa đầu tiên                  |
| 2013 | Đón Tết cùng VTV      | Dẫn chương trình                    | VTV  | Diễm Quỳnh                             |                               |
| 2013 | ABU Robocon           | Bình luận viên                      | VTV2 | Trương Anh Ngọc                        |                               |
| 2014 | Trò chơi âm nhạc      | Người chơi                          | VTV3 |                                        |                               |
| 2014 | 23h                   | Dẫn chương trình                    | VTV2 |                                        | [ 16 ]                        |
| 2014 | Ghế không tựa         | Khách mời                           | VTV6 |                                        |                               |
| 2015 | Giải thưởng Chim Xanh | Dẫn chương trình                    | VTV3 |                                        |                               |
| 2017 | Quyền lực ghế nóng    | Dẫn chương trình                    | VTV3 |                                        |                               |
| 2021 | Ai là triệu phú       | Dẫn chương trình                    | VTV3 |                                        | Tính đến hiện tại             |
| 2021 | Nhập gia tuỳ tục      | Dẫn chương trình                    | VTV3 | Dustin Nguyễn (mùa 1) Hari Won (mùa 2) |                               |
| 2022 | 12 con giáp           | Dẫn chương trình                    | VTV3 | Xuân Bắc, Tự Long                      |                               |
| 2022 | Sao nhập học          | Dẫn chương trình                    | HTV7 |                                        | [ 17 ]                        |
| 2023 | 12 con giáp           | Dẫn chương trình                    | VTV3 | Xuân Bắc, Tự Long                      |                               |
| 2023 | Cơ hội cho ai         | Dẫn chương trình                    | VTV3 |                                        | Mùa thứ 5                     |

### Chương trình chiếu mạng
| Năm  | Chương trình      | Vai trò          | Mạng     | Ghi chú       |
| ---- | ----------------- | ---------------- | -------- | ------------- |
| 2016 | Mở két            | Dẫn chương trình | FPT      | [ 18 ]        |
| 2018 | Music Home Live   | Dẫn chương trình | FPT      | [ 19 ] [ 20 ] |
| 2019 | Hỏi xiên đáp xẹo  | Cù Trọng Xoay    | POPS     | [ 21 ]        |
| 2022 | Lối ra            | Dẫn chương trình | FPT Play | [ 22 ]        |
| 2023 | Giao lộ thời gian | Dẫn chương trình | FPT Play | Mùa thứ 3     |

### Biên kịch
- Gặp nhau cuối năm - Táo quân (2007–nay)[5][24]
- Xuân phát tài (2010, 2012–nay)[25]
- Có Giời mới biết (2018)[26]
- Cuộc phiêu lưu của Trung Ruồi và Minh Tít (2018)[27]
- Ông lão đánh cá và con cá mập (2022)[28]
- Giấc mơ Chí Phèo (2024)[29]
- Phép màu của Kurt (2025)[30]

### Đạo diễn
- Cuội sau cổ tích (2012)[31]